# Hector Tiberghien
Hector Tiberghien (Wattrelos, 19 de fevereiro de 1888 - Neuilly-sur-Seine, 17 de outubro de 1951) foi um ciclista profissional da Bélgica.

## Participações no Tour de France
- 1912 : 7º colocado na classificação geral
- 1914 : 18º colocado na classificação geral
- 1919 : abandonou na 2ª etapa
- 1920 : abandonou na 5ª etapa
- 1921 : 7º colocado na classificação geral
- 1922 : 6º colocado na classificação geral
- 1923 : 4º colocado na classificação geral
- 1924 : 10º colocado na classificação geral